# Michelangelo Console
Michelangelo Console (Palermo, 24 luglio 1812 – Palermo, 13 maggio 1897) è stato un botanico italiano.

## Riconoscimenti
Il genere Consolea Lem., 1862 (Cactaceae) è un omaggio al suo nome.
| Console è l'abbreviazione standard utilizzata per le piante descritte da Michelangelo Console. Consulta l'elenco delle piante assegnate a questo autore dall'IPNI. |